# Nuôi rắn
Nuôi rắn là việc thực hành nuôi các loài rắn (bao gồm cả trăn) để lấy sản phẩm từ chúng đặc biệt là da rắn, nọc rắn và thịt rắn. Những quốc gia nuôi rắn được biết đến trên thế giới là Mỹ, Thái Lan, Trung Quốc và Việt Nam. Rắn có rất nhiều chủng loại nhưng chỉ một số loài được nuôi và khai thác cho giá trị kinh tế. Ở Việt Nam, hiệu quả nổi bật từ mô hình nuôi rắnđã góp phần tăng nguồn thu nhập cho gia đình, thúc đẩy nền kinh tế địa phương phát triển. Đây là một mô hình kinh tế giúp người ta tăng thu nhập và làm giàu. Nuôi rắn hiện là một trong những nghề mang lại hiệu quả kinh tế cao, thu hút nhiều hộ dân tham gia.

## Một số loại
- Rắn ri voi: Rắn lứa đẻ theo rắn lứa từ 7- 10 con. Rắn nuôi được 1- 2 năm trở lên thì đẻ bình quân 25 con và tăng lên vào những năm sau. Khi con rắn mẹ già, nó đẻ khoảng 30 con và đẻ ra con chứ không đẻ trứng. Con rắn này nói chung rất dễ nuôi, có thể nuôi trong thùng mốp, lu, khạp hoặc xây bồn.[7] Thức ăn cho rắn chủ yếu là ếch, nhái, cá da trơn. Mỗi năm rắn đẻ 1 lần. Rắn bố mẹ bắt cặp vào tháng 8 - 9 và đẻ vào tháng 4 - 5 năm sau. Rắn mẹ đẻ lần đầu khoảng 10 - 15 con. Rắn càng lớn đẻ càng sai. Hao hụt trong quá trình nuôi từ 10 - 20%. Sau 1 năm nuôi, rắn đạt trọng lượng từ 0,8 - 1,2 kg, tùy thuộc vào mức độ cho ăn. Chi phí thức ăn bình quân khoảng 150.000 đồng/con/kg; trong khi giá bán rắn luôn ổn định từ 750.000 - 900.000 đồng/kg nên mỗi con rắn nuôi đạt trọng lượng 1 kg.[8][9]
- Rắn ri cá: Là loại dễ nuôi, nhẹ công chăm sóc, kháng bệnh tốt. Nguồn thức ăn đa dạng, nhu cầu thị trường nhiều và ổn định. Nuôi rắn đẻ 1 tuần cho ăn 1 lần, rắn thịt 3 ngày cho ăn 1 lần, thức ăn từ nguồn cá tạp, cá rô phi, sặc, cá mè. Mỗi năm rắn đẻ một lần, mỗi con đẻ từ 10 - 30 rắn con. Rắn giống nuôi từ 15 - 18 tháng có thể đạt trọng lượng từ 1,1 - 1,7 kg/con.[2]
- Rắn hổ mang (phì đen): Thức ăn chủ yếu là chuột và cóc, khoảng 3 ngày cho ăn một lần vào buổi tối. Trọng lượng thích hợp là 0,8 - 1,2 kg/con. Đây là mô hình mang lại hiệu quả kinh tế cao, hơn hẳn so với chăn nuôi các loại gia súc, gia cầm khác. Rắn nuôi khoảng 2 – 3 kg thì xuất bán, với trọng lượng lên tới 3, 4 kg có thể bán được vài triệu đồng/con[10][11]
- Rắn hổ hèo: Tại Việt Nam, giá rắn vào thời điểm thấp nhất cũng lên đến 750.000/kg, lúc cao nhất khoảng 1,2 triệu đồng/kg[12][13] rắn hổ hèo được nuôi nhiều ở miền Tây với giá cao[14] xã Thoại Giang thuộc huyện Thoại Sơn là khu vực nuôi rắn hổ hèo nhiều nhất tỉnh An Giang. Trước đây, thị trường tiêu thụ mạnh nên giá thu mua luôn ở mức cao, lượng rắn nuôi trong dân quá nhiều, không những trong xã này mà cả tỉnh An Giang và nhiều tỉnh miền Tây, nơi đâu cũng nuôi rắn, dẫn đến cung vượt cầu. loài rắn này được thương lái gom mua, xuất bán rất mạnh sang Trung Quốc nên cung không đủ cầu, giá liên tục tăng khiến nông dân ồ ạt thả nuôi. Song thời gian gần đây, thương lái không gom rắn xuất sang thị trường này nữa, dẫn đến tình trạng giá giảm không phanh[15].

Thức ăn cho chúng gồm: Gồm chuột, cóc, phủ tạng động vật, trứng gà, vịt 3 - 4 ngày cho ăn một lần. Trọng lượng thích hợp là 1 - 1,5 kg/con. Tỷ lệ nuôi thường là ba cái 1 đực hoặc bốn cái 1 đực. Rắn cái thường có mình thon dần từ đầu đến đuôi, trong khi con đực có phần đuôi to hơn so với con cái. Khi động đực, rắn đực thường nổi đường vảy viền trên sống lưng. Từ khi rắn bắt cặp đến khi rắn cái đẻ khoảng 40 ngày.Khoảng 2 - 3 ngày phải cho rắn ăn 1 lần, thức ăn của rắn ráo trâu chủ yếu là ếch, nhái, cóc. Khi rắn còn nhỏ, phải chăm sóc kỹ và không để rắn đói vì chúng có thể cắn nhau vì nhầm tưởng đồng loại là mồi. Vết cắn có thể khiến cho rắn con bị chết. Khi mắc bệnh, mắt rắn lừ đừ, bỏ ăn và thường nôn mồi.
- Trăn: Nuôi trăn dễ, hao hụt ít, giá bán cao, có thể kiếm chuột cho trăn ăn[16]

## Chuồng trại
Xây trong nhà kiên cố, lợp, có hệ thống cửa sổ, quạt thông gió, rèm che sáng, đảm bảo đông ấm - hè mát, chế độ ánh sáng thích hợp, giúp rắn khoẻ mạnh, tăng trọng nhanh. Chuồng nên xây thành từng tầng để tăng diện tích nuôi, mỗi chuồng cao (sâu) 25 – 30 cm, rộng 30 – 45 cm (tuỳ loại rắn), dài 50 – 60 cm, mỗi tầng đổ một lớp bê - tông 2 cm, giúp khung chuồng chắc chắn, rắn không chui ra được. Các chuồng được ngăn với nhau bằng lớp gạch trát xi măng.
Nền chuồng nên phủ một lớp cát sạch, nhỏ và khô, trên xếp lớp gạch mộc khô (loại chưa nung qua lửa) với khoảng cách 1,5 – 2 cm, chừa lại khoảng 1/5 diện tích chuồng ngoài cửa cho ăn để rắn thải chất cặn bã. Cửa chuồng được ghép bằng những thanh gỗ dày 1,5 – 2 cm, rộng 2 cm, có then cài chắc chắn. Nuôi rắn có nhiều cách nuôi nhưng đối với việc xây dựng nuôi vèo lưới và thả lục bình sẽ giảm chi phí đầu tư và mang lại hiệu quả cao hơn. Một vèo khoảng 6 m2, mật độ thả nuôi 17 con/m2, vèo được thiết kế bên trong bằng lưới cước mịn, bên ngoài lưới cước lỗ để tránh các loài cá lớn, cua, chuột...phá lưới, bên trong thả lục bình sẽ có tác dụng lọc nước, che mát cho rắn phát triển, xung quanh rào lưới B40.

## Chăm sóc
Trong thời gian lột xác 5 - 7 ngày, rắn không ăn thức ăn, trước khi lột xác 4 - 5 ngày, rắn di chuyển chậm, mắt chuyển từ màu trắng sang màu trắng đục, sau đó chuyển dần sang màu trắng trong. Rắn lột xác rất nhanh (trong khoảng vài phút), sau khi lột xác, rắn ăn rất khoẻ. Sau mỗi lứa nuôi, cần loại bỏ cát, gạch mộc cũ, phun thuốc sát trùng toàn bộ chuồng nuôi. Nếu rắn bị tiêu chảy, phân lỏng màu trắng hoặc lẫn máu, có thể cho ăn thức ăn trộn với thuốc trừ bệnh tiêu chảy (loại thuốc dùng cho gia cầm). nuôi rắn độc lại không quá khó, vì được thuần dưỡng nên chúng rất ít khi tấn công người nuôi, lại rất ít khi dịch bệnh. Thức ăn của rắn là chuột, ếch, nhái nên cũng dễ tìm, hoặc cũng có thể mua.

## Nguy hiểm
Việc nuôi các loài rắn, đặc biệt là các loài rắn độc với nọc rắn mạnh có thể gây nguy hiểm cho chính người nuôi và cộng đồng. Rắn độc có thể cắn chết người, ngoài ra khi sơ ý hoặc chuồng trại có chỗ hổng thì rắn có thể len lỏi, trèo ra ngoài để trốn thoát, đặc biệt nhiều loại hay chui vào nơi ở của con người như giường chiếu, chăn, mùng, màn, nhà vệ sinh và dễ thình lình cắn người. Đã có rất nhiều trường hợp tử vong và thương tích vì rắn cắn trong việc nuôi rắn được ghi nhận Để phòng ngừa rủi ro, các hộ dân nuôi rắn đều đeo bao tay cao su trong quá trình chăm sóc rắn, gia đình nào cũng tích trữ sẵn loại thuốc giải độc đề phòng mỗi khi bị rắn cắn.